# Нова школа
Нова школа је био педагошко-литерарни месечни часопис, први од три часописа који су излазили у Лесковцу и околини у међуратном периоду.

## Историјат
Излазио је од јануара до маја 1921. године и издаван је у Манојловцу. Његови уредници су били Тодор Раденковић, учитељ у том селу, и Драгољуб Обрадовић, студент филозофије из Ваљева. Свих пет изашлих бројева, формата 22 х 15 центиметара, на 32 стране, штампано је у Нишу, у штампарији Гутенберг.

## Циљ
Овај часопис није имао само педагошке задатке, већ се залагао за реорганизацију просвете и народно просвећивање. Карактер часописа је био прогресивни и испољавао је оштру антиклерикалну ноту. У последњем броју Раденковић је устао против злоупотребе Обзнане против прогона појединих учитеља.